# Ruch praw obywatelskich

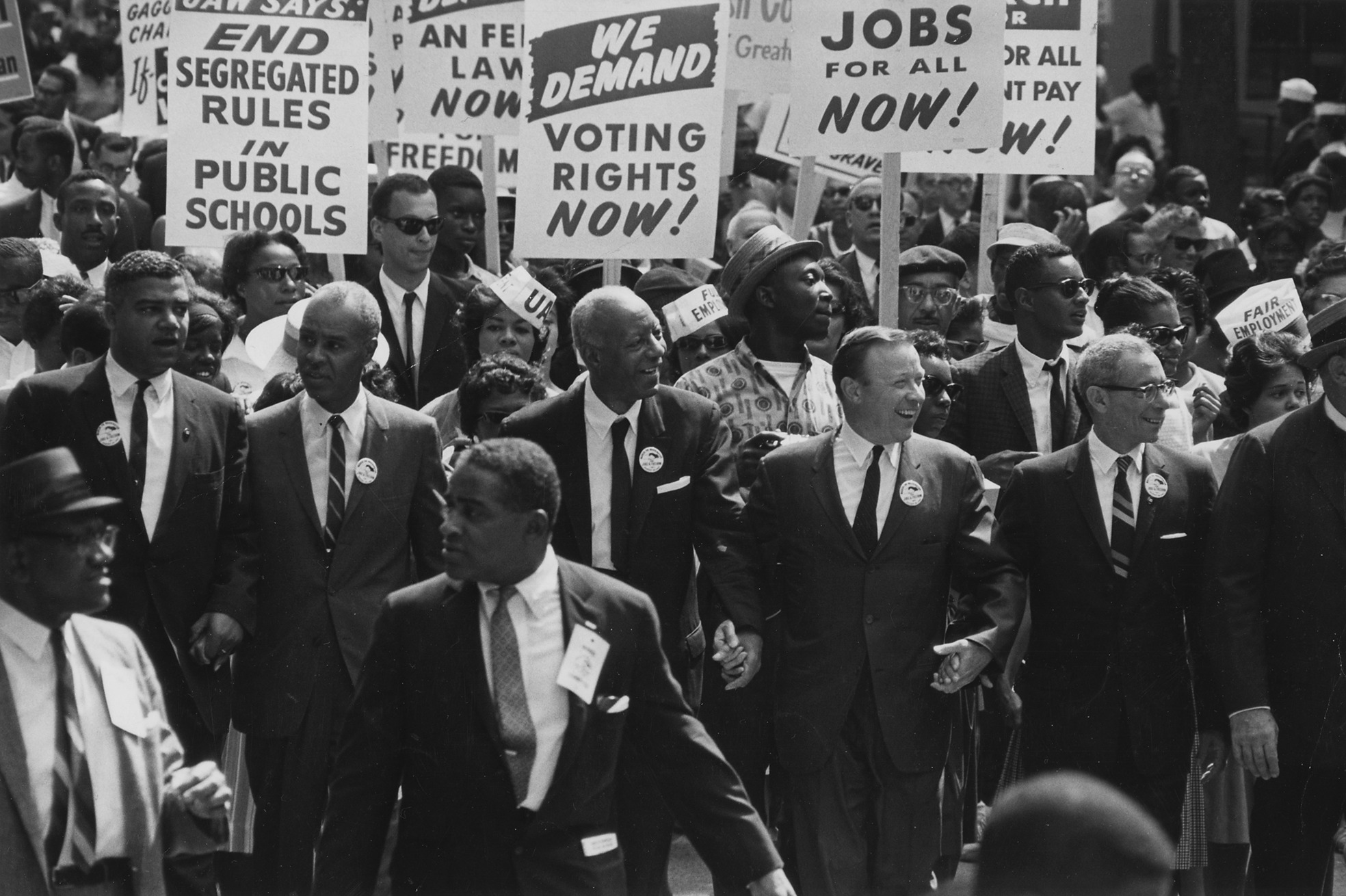
Marsz na Waszyngton (28 sierpnia 1963)

Ruch praw obywatelskich (ew. ruch na rzecz praw obywatelskich) – czynny w latach 50. i 60. XX w. ruch społeczny, dążący metodami pokojowymi do zniesienia segregacji rasowej w Stanach Zjednoczonych.

## Kontekst historyczny
Jednym z celów Unii w wygranej przez nią wojnie secesyjnej (1861–1865) było zniesienie niewolnictwa (Proklamacja Emancypacji z 1862) . Po wojnie trzema poprawkami do Konstytucji rozciągnięto prawa obywatelskie na Afroamerykanów. Poprawką 13 (1865) zniesiono niewolnictwo, poprawka 14 (1868) gwarantowała prawa i wolności obywatelskie, a poprawka 15 (1870) dawała czarnoskórym mężczyznom prawa wyborcze.
Nadal jednak, w szczególności na Południu, utrzymywał się system dyskryminacji rasowej. Na poziomie lokalnym utrwaliły ją liczne regulacje prawne, określane jako prawa Jima Crowa. Jako że dyskryminacja rasowa była niezgodna ze znowelizowaną konstytucją, przeciwnicy równouprawnienia Afroamerykanów wskazywali, że ich celem jest segregacja rasowa ujęta w formie doktryny Separate but equal (odrębni, lecz równi). W wyroku z 18 maja 1896 w sprawie Plessy v. Ferguson Sąd Najwyższy uznał konstytucyjność tej doktryny i wskazał, że organy władzy publicznej mogą ustanawiać prawa wymagające segregacji w placówkach publicznych. W praktyce separacja była formą dyskryminacji, prowadziła do zapewnienia czarnoskórej ludności dóbr gorszej jakości bądź w mniejszej ilości. 
Czarni mieszkańcy USA mieli niewielki wpływ na życie polityczne. Nawet na północy bardzo rzadko czarni obywatele byli wybierani na urzędy państwowe. Czarni wyborcy w większości nie byli zarejestrowani w punktach wyborczych, z tego względu nie mogli głosować mimo tego, że formalnie byli uprawnieni do głosowania. W 1952 roku zaledwie 20% czarnych obywateli na południu było zarejestrowanych.

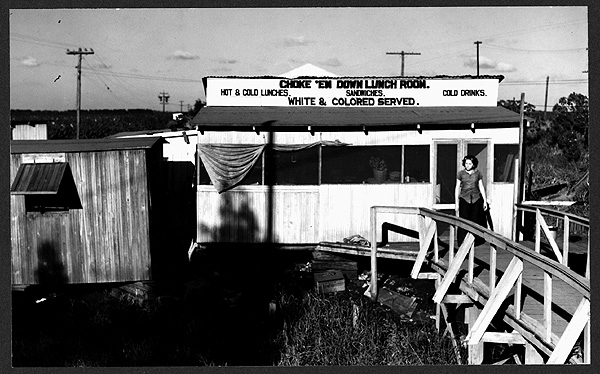
Jadłodajnia w Belle Glade, po prawej pomieszczenie dla białych, po lewej dla „kolorowych” (1939)

W kwietniu 1905 w Niagara Falls w Kanadzie zebrało się grono czarnoskórych intelektualistów (m.in. W.E.B. Du Bois i William Monroe Trotter), którzy zainicjowali ruch (zwany Ruchem Niagara) mający na celu emancypację Afroamerykanów i zniesienie dyskryminacji rasowej. W 1909 do ruchu przyłączyli się biali sprzymierzeńcy, tworząc Krajowe Stowarzyszenie na Rzecz Popierania Ludności Kolorowej (National Association for the Advancement of Colored People) z Du Boisem jako przewodniczącym. Celem organizacji było dążenie metodami pokojowymi do zniesienia rozdźwięku między konstytucyjnymi prawami gwarantowanymi przez Konstytucję a rzeczywistą praktyką społeczną. Organizacja realizowała swoje cele za pomocą zmian w prawie (m.in. lobbing za prawodawstwem zwalczającym lincze) czy poprzez procesy wymierzone w dyskryminujące umowy lub akty prawne (litygacja strategiczna). Doprowadziło to do wydania serii korzystnych wyroków znoszących różne praktyki dyskryminacyjne, z których najważniejszy był wyrok Sądu Najwyższego z 17 maja 1954 w sprawie Brown v. Board of Education, przełamujący precedens Plessy v. Ferguson. Sąd Najwyższy wskazał w nim, że segregacja rasowa i doktryna Separate but equal w szkołach publicznych są niezgodne z Konstytucją. Wyrok spotkał się ze sprzeciwem stanów południowych. W 1955 doszło w Mississippi do linczu na 14-letnim Emmecie Tillu.

## Powstanie ruchu

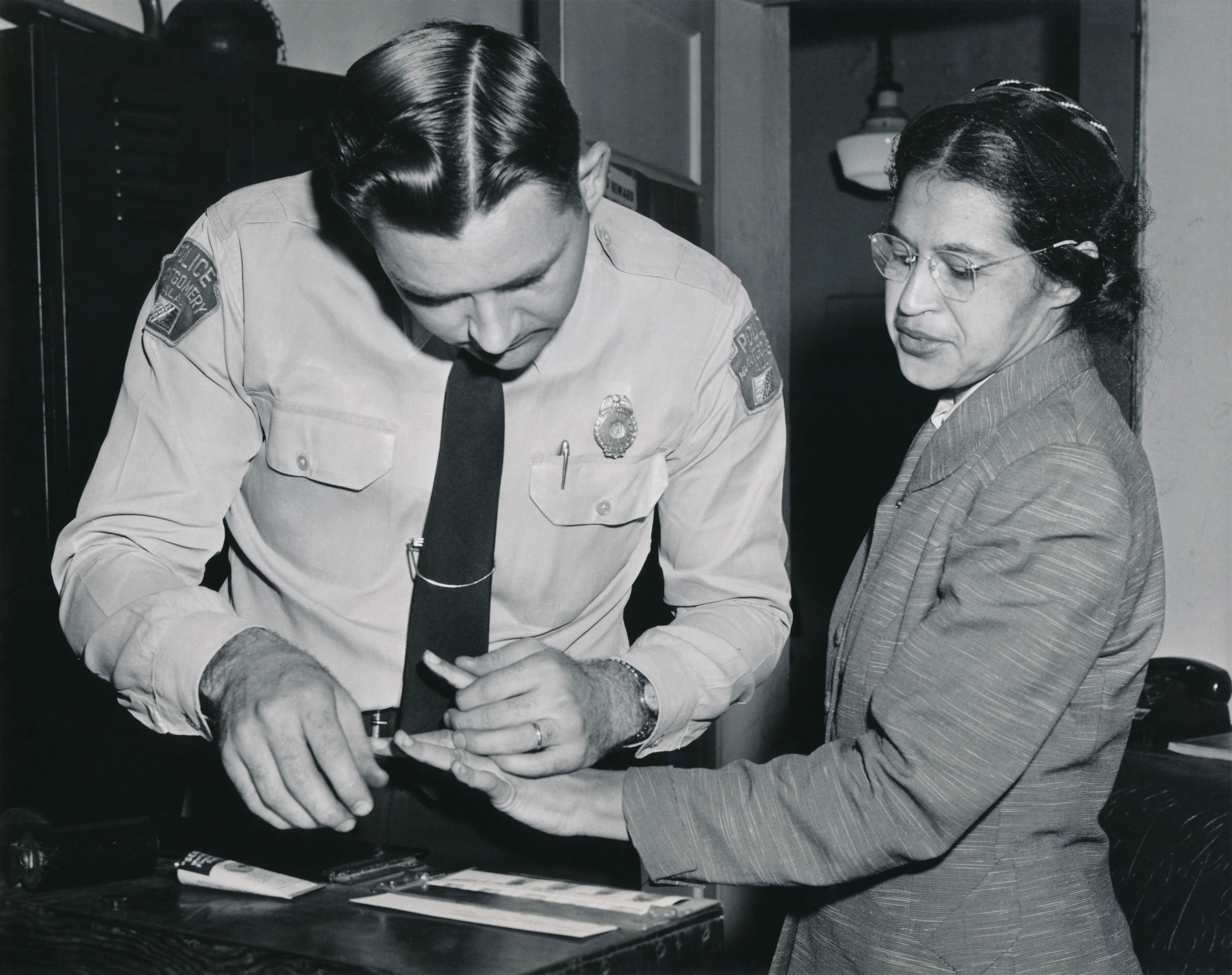
Aresztowanie Rosy Parks za bojkotowanie segregacji rasowej w transporcie publicznym w Montgomery.

1 grudnia 1955 w Montgomery w stanie Alabama Rosa Parks odmówiła ustąpienia miejsca w autobusie białemu mężczyźnie. Aresztowanie Parks spotkało się z falą intensywnych protestów i bojkotem autobusów w Montgomery. W 1957 zwołano Konferencję Chrześcijańskich Przywódców Południa, która stała się głównym zwornikiem rodzącego się ruchu praw obywatelskich. Jej przywódcą został Martin Luther King, afroamerykański pastor baptystyczny, a pierwszym pracownikiem działaczka i organizatorka Ella Baker. King przywiązany był do idei obywatelskiego nieposłuszeństwa i strategii non violence, których propagatorem był Mahatma Gandhi. Za jego sprawą ruch przybrał formę oddolnych, nieopartych na przemocy protestów, akcji oporu i akcji bezpośrednich, takich jak pokojowe marsze, bojkot środków transportu, sit-ins. Celem ruchu było doprowadzenie do emancypacji Afroamerykanów, demontaż systemu praw Jima Crowa i wprowadzenie rzeczywistej równości.
Ruch, obok Konferencji Chrześcijańskich Przywódców Południa, tworzyły inne organizacje i wiele niezrzeszonych osób. Do najważniejszych organizacji należały: 
- Pokojowy Komitet Koordynacyjny Studentów (Student Nonviolent Coordinating Committee, SNCC) (założony w 1960 roku)
- Kongres Równości Rasowej (Congress of Racial Equality, CORE) (założony w 1942 roku)
- Krajowe Stowarzyszenie na Rzecz Popierania Ludności Kolorowej (National Association for the Advancement of Colored People, NAACP) (założone w 1909 roku)

## Protesty i sit-ins

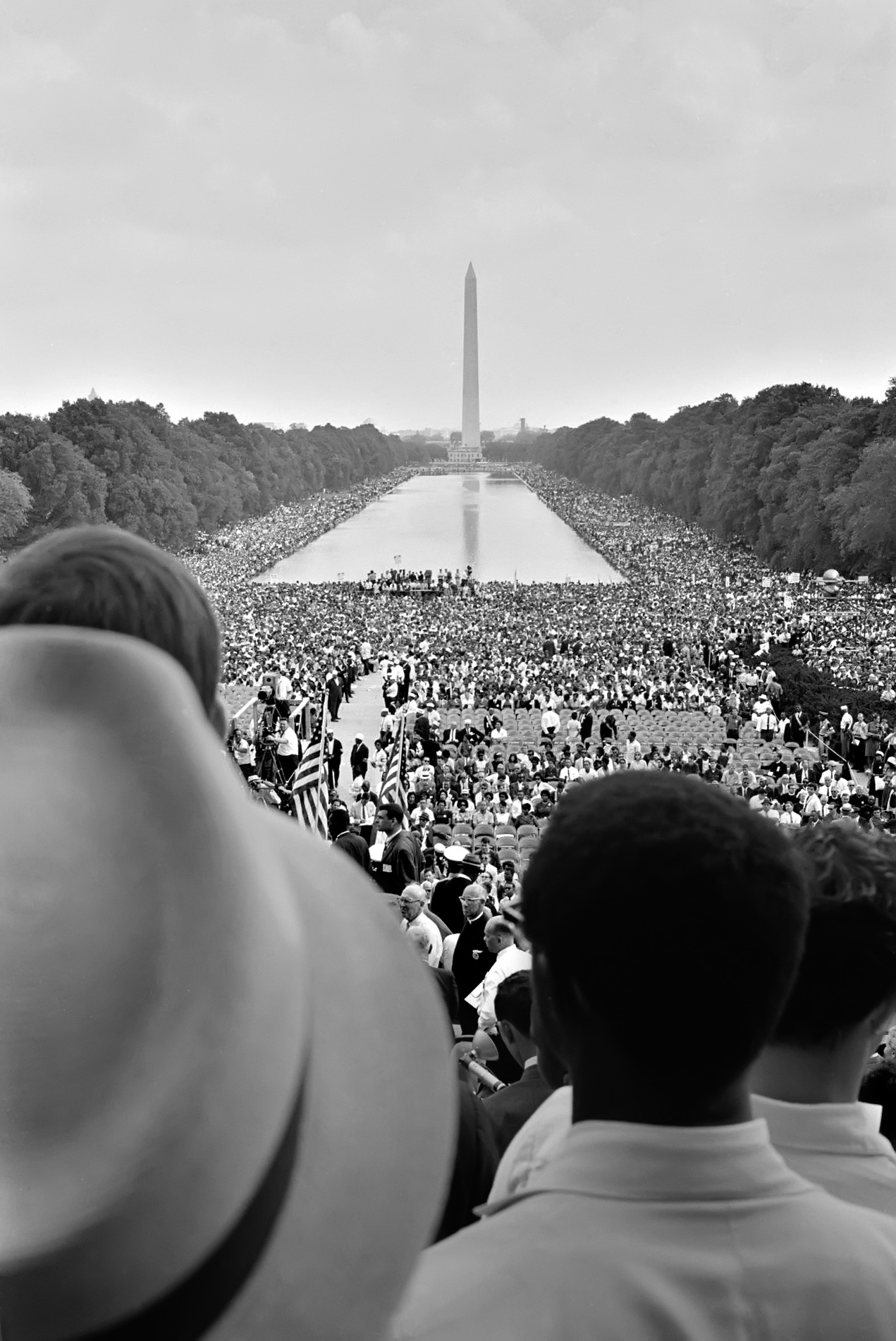
Zgromadzenie uczestników marszu na Waszyngton (28 sierpnia 1963, National Mall w Waszyngtonie)

Pierwszy przypadek zastosowania sit-ins jako środka protestu miał miejsce 1 lutego 1960. Czterech czarnoskórych studentów North Carolina A&T College zajęło miejsca przeznaczone dla białych w Greensboro Woolworth’s. Odmówiono im obsługi, a oni pozostali na swoich miejscach do zamknięcia lokalu. Następnego dnia pojawili się ponownie, w większej liczbie. Strategia sit-ins jako sposób walki z dyskryminacją w punktach gastronomicznych stała się bardzo popularna i była stosowana w ponad sześćdziesięciu miastach na Południu. Akcje te często kończyły się interwencjami policji. W listopadzie 1961 w Albany w stanie Georgia studenci zorganizowali sit-in w poczekalni autobusowej. Zostali oni aresztowani, co wywołało falę protestów. Były one tłumione zdecydowanymi i brutalnymi metodami przez władze miejskie, w całości obsadzone przez białą ludność. Na rozkaz szefa policji Lauriego Prichetta aresztowano setki demonstrantów. Interwencje Martina Luthera Kinga w ich obronie nie przyniosły efektów.
W kwietniu 1963 King zorganizował serię protestów w Birmingham w Alabamie, które także zostały stłumione masowymi aresztowaniami prowadzonymi przez Eugena Connora, który użył do tego oddziałów policyjnych i straży pożarnej. Cały świat obiegły wtedy nagrania szczucia demonstrantów psami i powalania ich armatkami wodnymi. Wkrótce potem prezydent John F. Kennedy ogłosił, że segregacja rasowa jest moralnym problemem i zapowiedział działania zaradcze.

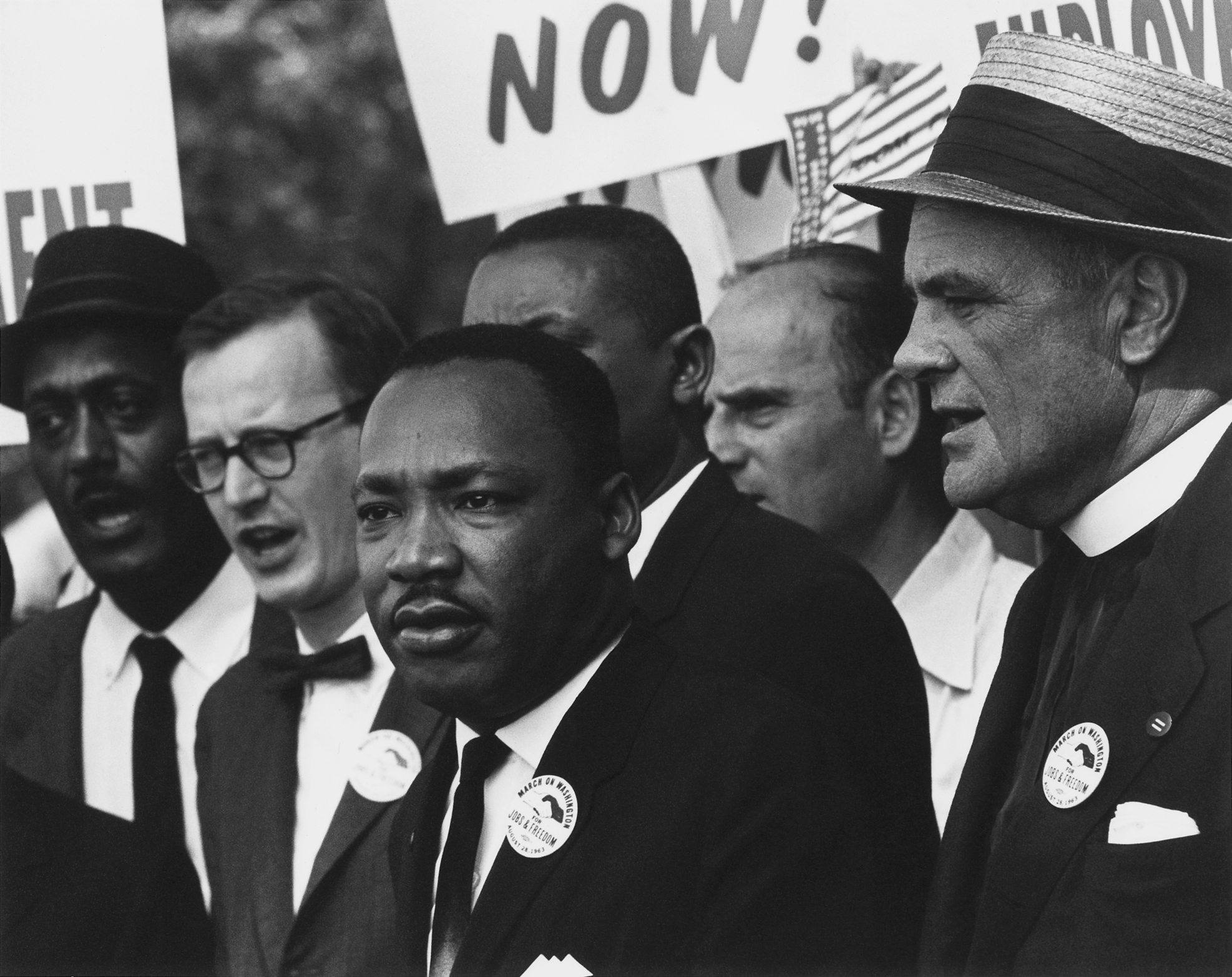
Martin Luther King, Jr. w czasie marszu na Waszyngton w 1963 roku podczas którego wygłosił swoje słynne przemówienie I Have a Dream wzywające do zniesienia dyskryminacji rasowej w Stanach Zjednoczonych.

28 sierpnia 1963 Asa Philip Randolph zorganizował marsz na Waszyngton, w którym uczestniczyło 250 000 ludzi. Podczas tego marszu Martin Luther King wygłosił słynną mowę I Have a Dream. Działania ruchu miały silny oddźwięk międzynarodowy. W 1964 Martin Luther King, traktowany często jako przywódca ruchu, został uhonorowany Pokojową Nagrodą Nobla.

## Freedom Riders
5 grudnia 1960 Sąd Najwyższy Stanów Zjednoczonych w sprawie Boynton v. Virginia orzekł, że segregacja rasowa w publicznym transporcie międzystanowym jest niezgodna z prawem. CORE zorganizował akcję mającą sprawdzić, czy wyrok ten jest przestrzegany, a jej uczestników nazwano Freedom Riders. 14 maja 1961 autobus z grupą aktywistów został zatrzymany niedaleko Anniston, pasażerów pobito, a autobus podpalono. Inny autobus został zatrzymany w Birmingham, a jego pasażerowie pobici przez członków Ku Klux Klanu. Pomimo interwencji prokuratora generalnego Roberta F. Kennedy’ego, naciskającego na władze stanu Alabama, by zapobiegać tym zajściom, 20 maja 1961 doszło do kolejnego zatrzymania autobusu i pobicia pasażerów w Montgomery. Gwardia Narodowa eskortowała kolejne autobusy z aktywistami, którzy na miejscu często byli aresztowani. W listopadzie 1961 Międzystanowa Komisja Handlu wprowadziła zakaz segregacji rasowej w transporcie międzystanowym w życie, co zakończyło działalność Freedom Riders.

## Sukcesy i wygaśnięcie ruchu

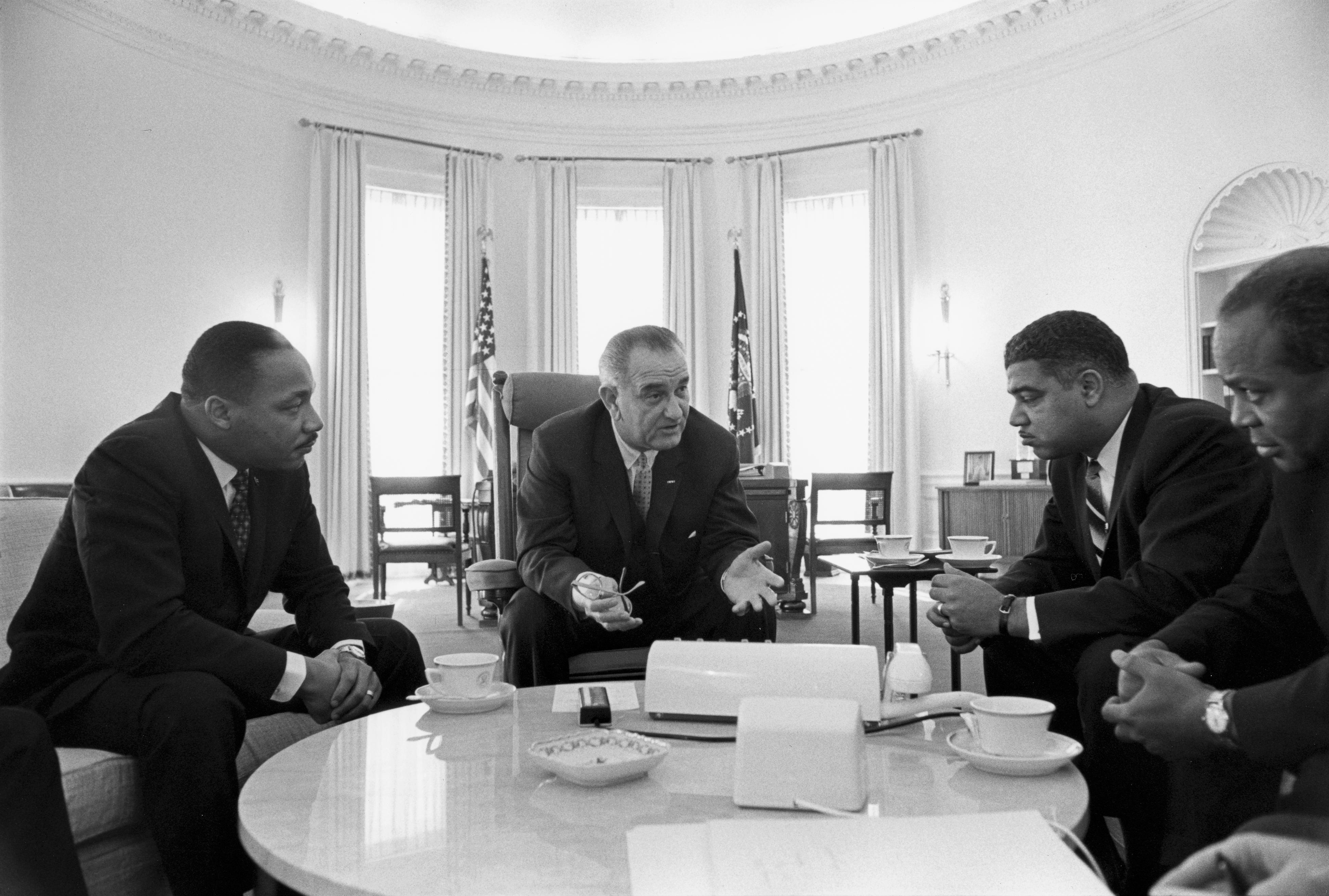
Prezydent Lyndon B. Johnson w rozmowie z liderami ruchu: Martinem Lutherem Kingiem, Whitneyem Youngiem i Jamesem Farmerem (styczeń 1964)

Desegregacja szkolnictwa postępowała wolno i w 1964 (10 lat po wyroku w sprawie Brown v. Board of Education) jedynie 2% Afroamerykanów na Południu uczęszczało do szkół integracyjnych. Również prawa wyborcze Afroamerykanów, pomimo dwóch ustaw z 1957 i 1960, były często efektywnie ograniczane na Południu.
Akcje ruchu okazały się skuteczne w zakresie desegregacji w środkach transportu publicznego. Zasadniczą zmianę przyniosły reformy zapoczątkowane przez prezydenta Johna F. Kennedy’ego, a kontynuowane przez Lyndona Johnsona (1963–1964), którzy przyjęli zasadnicze punktu programu ruchu, w szczególności w zakresie zniesienia segregacji w szkolnictwie i miejscach publicznych oraz w realizacji praw wyborczych Afroamerykanów. Zwieńczeniem tych reform była ustawa o prawach obywatelskich z 1964 (Civil Rights Act of 1964), traktowana jako realizacja postulatów ruchu. Po jej ustanowieniu ruch stracił na dynamice; wielu działaczy uznało bowiem, że więcej nie można już osiągnąć. 4 kwietnia 1968 James Earl Ray zastrzelił w Memphis Martina Luthera Kinga. Wśród Afroamerykanów rozpoczęły też działalność grupy dążące przemocą do emancypacji i zmian w społeczeństwie (ruch Black Power). W szerokim, luźnym znaczeniu ruch praw obywatelskich kontynuuje swoją działalność do dziś.